# 프리츠 만토이펠
프리츠 만토이펠(독일어: Fritz Manteuffel, 1875년 1월 11일 ~ 1941년 4월 21일)는 독일의 체조 선수이다. 그는 아테네에서 열린 1896년 하계 올림픽에 참가했다.
만토이펠은 독일 체조 팀에 속했으며 단체 평행봉과 단체 철봉 종목에서 금메달을 땄다. 철봉, 평행봉, 도마, 안마 개인 종목에 출전했으나 성공을 거두지는 못했다.